# Valentim Loureiro
Valentim dos Santos de Loureiro ComM (Viseu, Calde, 24 de dezembro de 1938) é um ex-militar, político do PSD, empresário e dirigente desportivo português.
Em 2008 foi condenado a três anos e dois meses de prisão com pena suspensa, pelo crime de prevaricação e 25 crimes de abuso de poder, como cúmplice.

## Biografia
Depois do Curso Geral do Comércio, na Escola Comercial e Industrial de Viseu, esteve matriculado no Instituto Comercial do Porto, acabando por ingressar na Academia Militar, onde terminou o Curso Superior de Administração Militar, em 1959.
Como oficial do Exército Português, fez duas comissões de serviço em Angola, onde em 1965 foi implicado no Caso das Batatas. Afastado da vida militar desde 1967, foi reintegrado em 1980, passando à situação de reserva com a patente de Major.
Entre 1982 e 1999 foi Cônsul da Guiné-Bissau no Porto.

### Vida Política
Militante do Partido Social Democrata desde 1974, ajudou na implementação do partido no norte do país. Em 1986 e 1991 decidiu apoiar Mário Soares, nas duas candidaturas a Presidente da República. Em 1993 assumiu um papel ativo, tendo sido eleito presidente da Câmara Municipal de Gondomar, renovando os mandatos em 1997 e 2001.
Em 2005, na sequência do seu envolvimento no processo judicial Apito Dourado, o PSD retirou-lhe o apoio, invocando falta de credibilidade, mas Valentim Loureiro acabaria por renovar o mandato em 2005 e 2009, com a lista independente Gondomar no Coração.
Nas eleições autárquicas de 2017 foi novamente candidato a presidente da Câmara de Gondomar, na lista independente "Valentim Loureiro Coração de Ouro", que ficou em terceiro lugar com 19,9% dos votos.
Valentim Loureiro exerceu ainda a presidência da Junta Metropolitana do Porto, entre 2001 e 2005, e do Conselho de Administração da Metro do Porto.

### Dirigente futebolístico
Foi presidente da direção do Boavista Futebol Clube, entre 1978 e 1997, sendo atualmente sócio de mérito e presidente honorário do clube. Foi seguido na presidência do Boavista pelo filho, João Loureiro.
Foi igualmente o primeiro presidente da Direção da Liga Portuguesa de Futebol Profissional e, por inerência, vice-presidente da Federação Portuguesa de Futebol, eleito a 10 de fevereiro de 1989, tendo tomado posse a 14 de abril de 1989 e até 11 de fevereiro de 1994, prorrogado em reunião de direção por um período de seis meses até 28 de outubro de 1994. Foi novamente eleito quarto presidente da direção, com respetivo o cargo inerente de vice-presidente da federação, a 13 de dezembro de 1996, tendo tomado posse a 23 de dezembro de 1996 e até 28 de agosto de 1998, reeleito a 24 de julho de 1998, tendo tomado posse a 28 de agosto de 1998 e até 5 de junho de 2002, e reeleito novamente a 5 de junho de 2002, tendo tomado posse a 5 de junho de 2002 e até 2 de outubro de 2006.

## Problemas com a justiça e suspeitas de corrupção

### Apito Dourado
Em abril de 2004, foi detido pela Polícia Judiciária no âmbito do processo Apito Dourado, por suspeitas de prática de crimes de falsificação de documento, corrupção no fenómeno desportivo e tráfico de influência, tendo sido libertado sob caução de 250 mil euros e ficado sujeito à medida de coação de termo de identidade e residência. Valentim Loureiro estava indiciado por 18 crimes de corrupção passiva em casos desportivos, quatro crimes de tráfico de influência e um crime de corrupção passiva para ato ilícito. No caso de Valentim Loureiro, por ser presidente da Câmara Municipal de Gondomar, a capital da ourivesaria, o pagamento aos árbitros para favorecerem uma das equipas em cada jogo era feito em adereços de ouro, sendo também investigada a acumulação, por parte de José Luís Oliveira, do cargo de presidente do Gondomar Sport Clube com o cargo de vice-presidente da Câmara Municipal de Gondomar, sob a presidência de Valentim Loureiro. O filho de Valentim Loureiro, João Loureiro, então presidente do Boavista Futebol Clube, foi também investigado no processo. As escutas telefónicas na base do processo foram divulgadas integralmente no YouTube, tendo ficado célebre a expressão «fruta» utilizada por Valentim Loureiro e pelos restantes alvos de investigação para se referirem às prostitutas a dar aos árbitros, em troca do favorecimento dos clubes respetivos nos jogos pretendidos.
Em janeiro de 2005, Ricardo Bexiga, vereador do PS na Câmara Municipal de Gondomar e deputado eleito pelo PS à Assembleia da República, foi espancado com uma moca de madeira no parque de estacionamento da Alfândega do Porto. No livro Eu, Carolina, Carolina Salgado assumiu a responsabilidade pela contratação dos atacantes de Ricardo Bexiga e atribuiu a combinação do crime a Valentim Loureiro e a Jorge Nuno Pinto da Costa, seu companheiro e presidente do Futebol Clube do Porto. No entanto, o processo das agressões a Ricardo Bexiga foi arquivado pelo Ministério Público, que considerou verificar-se falta de provas que sustentassem a acusação.
No âmbito do Apito Dourado, foi absolvido dos crimes de corrupção e condenado, por 25 crimes de abuso de poder e por prevaricação, a três anos e dois meses de prisão, com pena suspensa, e à sanção acessória de perda do mandato de presidente da Câmara Municipal de Gondomar, em julho de 2008. Valentim Loureiro interpôs recurso para o Tribunal da Relação do Porto, invocando a nulidade das escutas e a sua duração superior a um ano. O Tribunal da Relação do Porto concedeu provimento ao recurso, declarando Valentim Loureiro absolvido dos crimes de que vinha acusado, convertendo a pena suspensa em pena de multa, e anulando a condenação a perda de mandato, sob a alegação de que a condenação à perda de mandato se referia ao mandato 2005-2009 e não ao mandato 2009-2013, pelo que já não poderia ser aplicada.

### Caso da Quinta do Ambrósio
A Quinta do Ambrósio, um imóvel localizado em Fânzeres, foi vendida a 15 de março de 2001 por Ludovina Silva Prata (dona do terreno) a Laureano Gonçalves (advogado e amigo do major), por 1 072 mil euros.
No espaço de seis dias o imóvel deixou de ser do domínio da Reserva Agrícola Nacional e a 21 de março foi celebrado um contrato-promessa de compra e venda com a Sociedade de Transportes Colectivos do Porto, que menos de um ano depois viria a comprar o terreno por quatro milhões de euros.
Em 2011 Valentim Loureiro começou a ser julgado no Tribunal de Gondomar, acusado de um crime de burla qualificada em co-autoria no caso da Quinta do Ambrósio. Além do presidente da Câmara de Gondomar, foram também pronunciados José Luís Oliveira, vice-presidente da autarquia, e o advogado Laureano Gonçalves, que respondiam pela alegada prática, em concurso efetivo, de um crime de burla qualificada e de outro de branqueamento de capitais.
Foram ainda pronunciados por co-autoria de branqueamento de capitais Jorge Loureiro, um dos filhos do presidente da Câmara Municipal de Gondomar, e o advogado António Araújo Ramos. O negócio, segundo a acusação, teria rendido aos arguidos cerca de três milhões de euros. Em 2 de fevereiro de 2012, o Tribunal de Gondomar absolveu Valentim Loureiro, mas os restantes arguidos foram condenados a penas de prisão suspensa que variam entre um ano e meio e um ano e dez meses de prisão suspensa por branqueamento de capitais.

## Família
Valentim Loureiro é casado com Joaquina Silvana Monteiro Pinto, com quem teve quatro filhos:
- João Eduardo Pinto de Loureiro[13]
- Nuno Valentim Pinto de Loureiro
- Jorge Manuel Pinto de Loureiro
- Daniela Jorge Pinto de Loureiro

É também pai de:
- Mariana Jorge Miranda de Loureiro
- Manuel Valentim Miranda de Loureiro

## Condecorações
Foi agraciado com o grau de Comendador da Ordem do Mérito, por Mário Soares, a 18 de Setembro de 1989, e condecorado com a Medalha de Mérito Desportivo, por Cavaco Silva, em 1990.